# Gyula Háy
Gyula Háy, född 5 maj 1900 i Abony i Ungern, död 7 maj 1975 i Ascona i Schweiz, var en ungersk dramatiker. Internationellt är han även känd som Julius Hay.

## Biografi
Gyula Háy växte upp med tyska som modersmål. Han ville bli arkitekt och studerade vid den tekniska högskolan i Budapest. Efter att den tillfälliga socialistiska rådsrepubliken i Ungern krossades efter Rumäniens invasion 1920 flyttade han till Dresden för att fortsätta studera arikitektur. 1929 flyttade han vidare till Berlin där hans debutpjäs Gott, Kaiser, Bauer hade urpremiär 1932. Efter det nazistiska maktövertagandet 1933 var han tvungen att lämna landet och begav sig då först till Wien, vidare till Zürich 1934 och till Moskva 1935. Efter krigsslutet 1945 återvände han till Ungern. Efter Ungernrevolten 1956 fängslades han för att utvisas tre år senare. Han emigrerade då till Schweiz.
Gyula Háy översatte själv sina pjäser till tyska, en del skrevs direkt på tyska. Hans mest spridda pjäs, Haben, hade urpremiär 1945 på Wiener Volkstheater. Det är den enda av hans pjäser som spelats i Sverige. 1995 gav Radioteatern pjäsen under titeln Den som har i översättning av Ulrika Wallenström, bearbetning av Peter Ferm och i regi av Peo Grape.

## Dramatik (urval)
- Gott, Kaiser, Bauer (1932)
- Haben (1938)
- Gerichtstag (1945)
- Energie (1952)
- Der Putenhirt (1954)
- Das Pferd (1964)
- Gáspár Varrós Recht (1965)
- Der Großinquisitor (1969)
- Mohacs Tragödie (1970)